# Mietvilla Wallotstraße 27

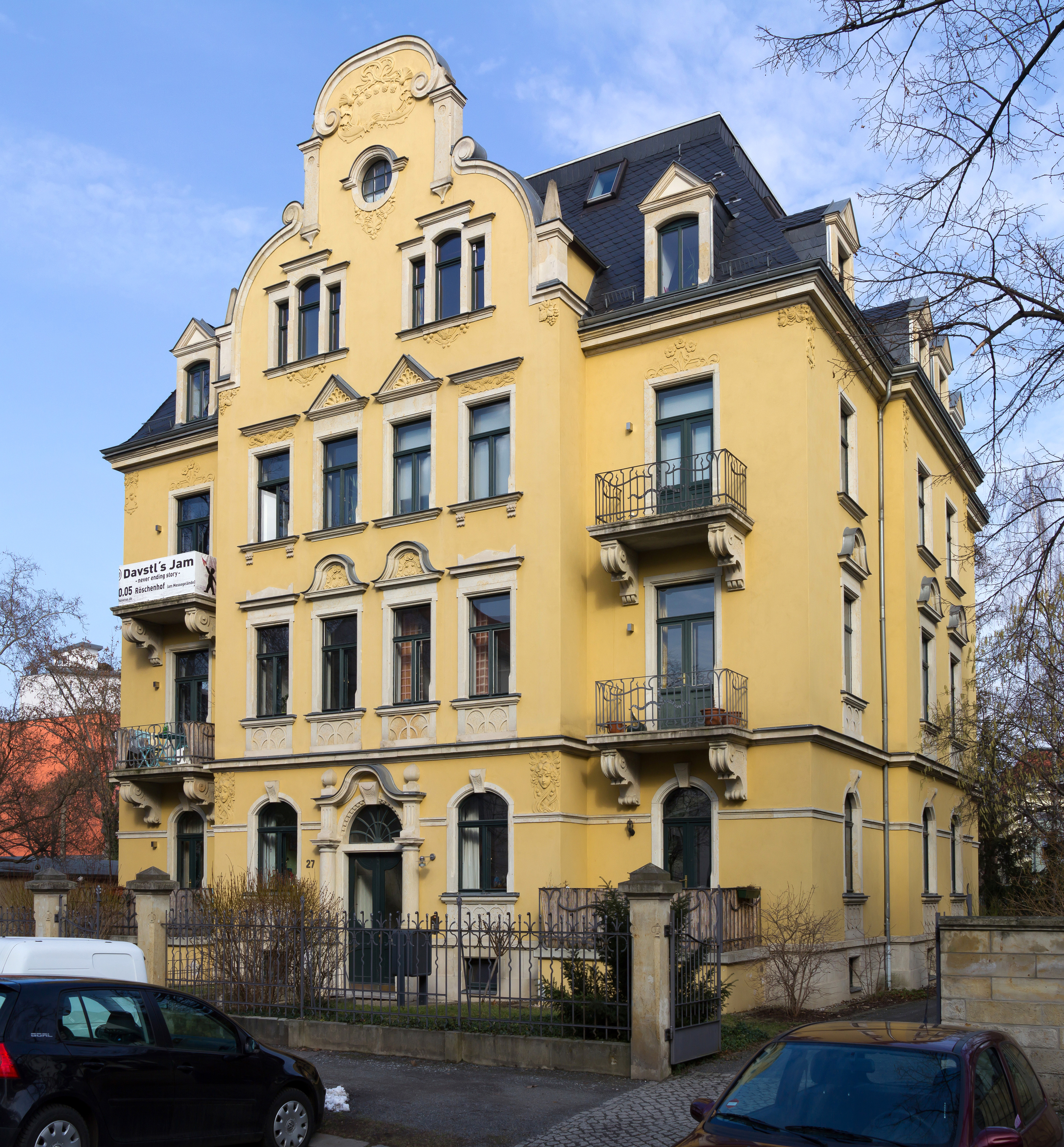
Die Wallotstraße 27 in Dresden

Die Mietvilla Wallotstraße 27  ist ein 1903 erbautes, denkmalgeschütztes Jugendstil-Wohnhaus im Dresdner Stadtteil Striesen. Bemerkenswert ist die späthistoristische und jugendstilhafte Fassadendekoration.

## Beschreibung
Das dreigeschossige Gebäude verfügt über eine symmetrisch angeordnete Fassade von sechs Fensterachsen. Ein mittig angebrachter Risalit beansprucht vier Achsen und wurde mit unterschiedlichen Fensterverdachungen gestaltet. So wechseln sich Verdachungen mit geradem einfachem Gesims mit solchen mit Segmentbogen- oder Dreiecksgiebeln ab. Drillingsfenster und ein Ochsenauge befinden sich im Giebel.
Die Denkmaleigenschaft wird vom Landesamt für Denkmalpflege Sachsen beschrieben: „Repräsentatives Wohngebäude Anfang des 20. Jahrhunderts mit symmetrischer Sandstein-Putz-Fassade, dominiert von Mittelrisalit mit markantem Schweifgiebel, hier auch der Großteil des Bauschmucks aus historisierenden und Jugendstilelementen, Flurausstattung und Treppenhausausstattung mit bemerkenswerter Jugendstildekoration.“